# Серия книг про Тома Сойера
серия книг про Тома Сойера — 